# Luziferturm

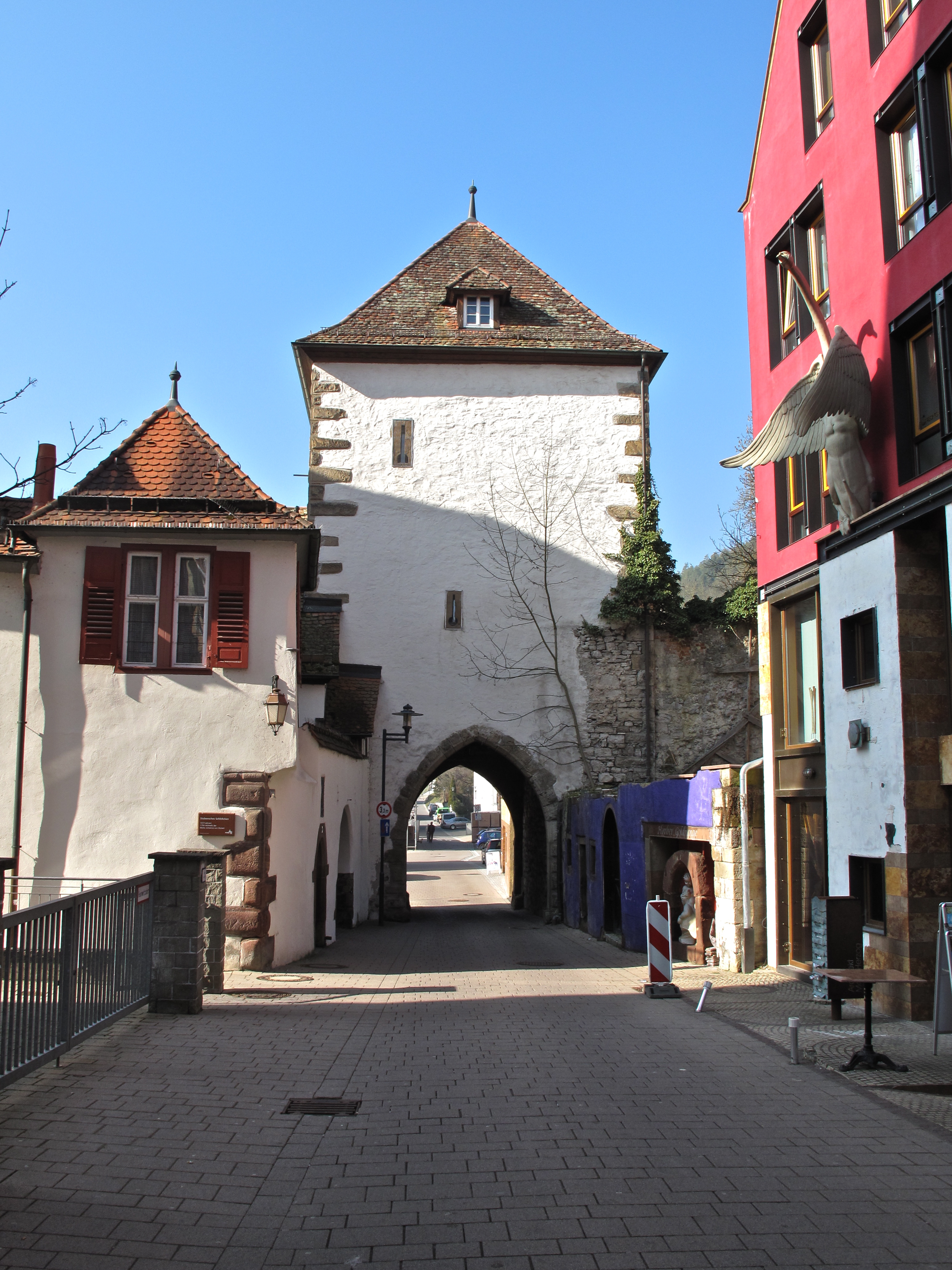
Luziferturm in Horb am Neckar (Stadtseite)

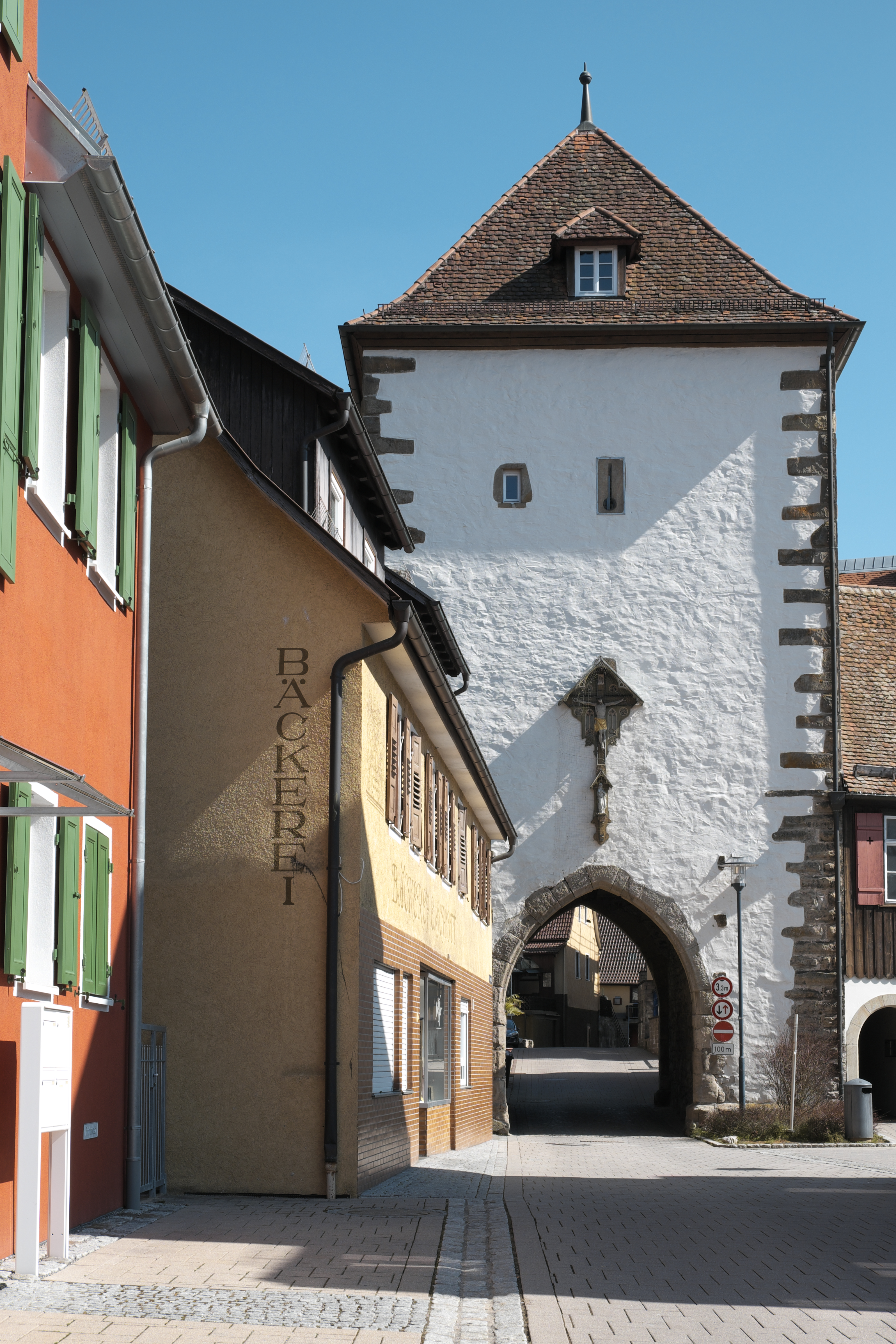
Feldseite

Der Luziferturm, auch als Ihlinger Tor bezeichnet, in Horb am Neckar, einer Stadt im Landkreis Freudenstadt im Südwesten von Baden-Württemberg, wurde erstmals 1273 genannt. Das Stadttor an der Neckarstraße diente als Gefängnis für sogenannte Hexen, die von Luzifer besessen waren.
Die Straße von Ihlingen, von Westen nach Osten führend, gewährte durch den Luziferturm Einlass in die von einer nahezu rechteckigen Stadtmauer umschlossene Altstadt von Horb. 
Im zweiten Geschoss des Torturmes diente hinter der kleinen Fensteröffnung links von der oberen Schießscharte die aus Holzbohlenwänden gezimmerte Ruebkammer als Hexengefängnis. 
In den 1980er Jahren wurde im Turm eine Gaststätte eingerichtet.